# Parectecephala aliciae
Parectecephala aliciae är en tvåvingeart som beskrevs av Spencer 1986. Parectecephala aliciae ingår i släktet Parectecephala och familjen fritflugor.
Artens utbredningsområde är Northern Territory, Australien. Inga underarter finns listade i Catalogue of Life.